# ترشوندگی

A: ترشوندگی بسیار کم B:ترشوندگی متوسط C:ترشوندگی بالا

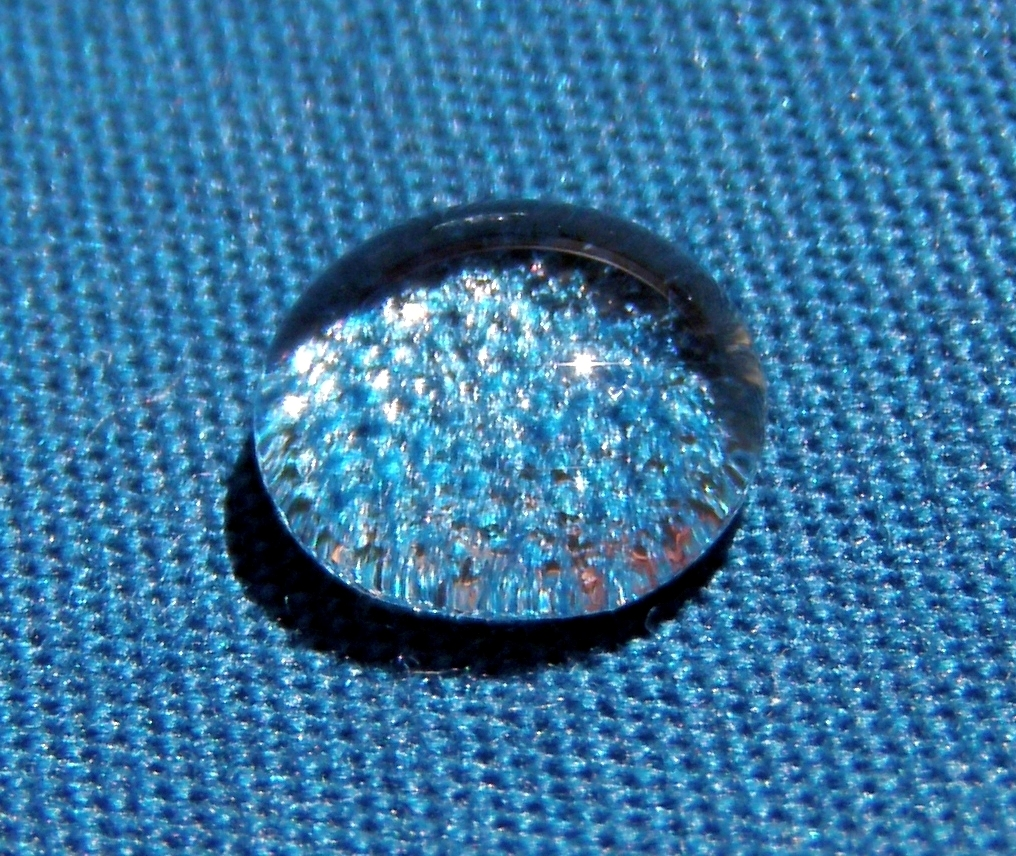
یک قطره آب بر روی تکه ای پارچه که توسط روش‌های شیمیایی غیر-ترشونده شده‌است.

ترشوندگی (انگلیسی: Wettability) توانایی یک مایع در برقراری تماس با سطح جامد است و نشأت‌گرفته از نیروهای بین مولکولی می‌باشد.
درجه تر شوندگی از تعادل میان نیروهای پیوستگی و چسبندگی تعیین می‌شود. تر شدن، به معنای دیگر، تمایل به کسب حداکثر سطح تماس برای یک مایع با سطح جامد خود است.
ترشوندگی و نیروهای سطحی که آن را کنترل می‌کنند، باعث بوجود آمدن اثرات مویینگی (کپیلاری) هستند.

## فیزیک
زاویه تماس یک قطره از مایع با سطح آن در تعیین تری، مؤثر است. هرچه زاویه تماس به صفر نزدیکتر باشد ترشوندگی بیشتر است. هرچه زاویه تماس به ۱۸۰ نزدیک‌تر باشد آب‌گریزی افزایش می‌یابد.
| زاویه تماس    | درجه ترشوندگی   | قدرت              | قدرت              |
| زاویه تماس    | درجه ترشوندگی   | برهم‌کنش جامد/مایع | برهم‌کنش مایع/مایع |
| ------------- | --------------- | ----------------- | ----------------- |
| θ = ۰         | تری کامل        | قوی               | ضعیف              |
| ۰ <θ <۹۰°     | ترشوندگی بالا   | قوی               | قوی               |
| ۰ <θ <۹۰°     | ترشوندگی بالا   | ضعیف              | ضعیف              |
| ۹۰° ≤ θ <۱۸۰° | ترشوندگی کم     | ضعیف              | قوی               |
| θ = ۱۸۰°      | ناترشوندگی کامل | ضعیف              | قوی               |

به حداکثر زاویه تماس یک قطره با سطح، زاویه پیشروی و کمینه زاویه تماس را زاویه پسروی می‌گویند. اختلاف میان زاویه‌های پیش‌روی و پس‌روی را پسماند زاویهٔ تماس می‌خوانند. قانون یانگ، ترشوندگی را برای یک سطح ایده‌آل تعریف می‌کند:
{\displaystyle \gamma _{SG}\ =\gamma _{SL}+\gamma _{LG}\cos {\theta }}
که در آن ɣ انرژی آزاد سطح میان سطح‌های مختلف مایع و جامد و گاز و θ زاویه تماس است.